# IC 1871
IC 1871 је емисиона маглина у сазвјежђу Касиопеја која се налази на листи објеката дубоког неба у Индекс каталогу.
Деклинација објекта је + 60° 40' 20" а ректасцензија 2h 57m 21,7s.